# Eileen Edwards
Eileen Winifred Edwards, född 31 mars 1903 i Willesden, London Borough of Brent, Storbritannien, död 14 februari 1988 i Poole, grevskapet Dorset, var en brittisk friidrottare med kortdistanslöpning och medeldistanslöpning som huvudgren. Edwards blev guldmedaljör vid den andra ordinarie damolympiaden 1926 och var en pionjär inom damidrott.

## Biografi
Eileen Edwards föddes 1903 i Willesden i nordvästra London. När hon blev intresserad av friidrott började hon tävla i löpgrenar.
Hon var brittisk mästare på 100 yards 1924 och 1927 och brittisk mästare på 220 yards 1923, 1924 och 1927.
Den 23 september 1923 satte hon (inofficiellt) världsrekord i stafett 4 x 200 meter (med Vera Palmer, Rose Thompson och Gladys Elliott vid tävlingar i Paris.
1924 deltog Edwards vid Damolympiaden 1924 den 4 augusti på Stamford Bridge i London där hon silvermedalj i löpning 100 yards, den 20 augusti samma år satte hon världsrekord i löpning 200 meter vid tävlingar i London där hon slog Mary Lines 2 år gamla världsrekord. Hon förbättrade världsrekordet den 3 oktober 1926 vid tävlingar i Paris och ytterligare den 12 juni 1927 vid tävlingar i Berlin, rekordet skulle stå sig till 1933.
Edwards deltog sedan i den andra damolympiaden 27–29 augusti 1926 i Göteborg, under idrottsspelen vann hon guldmedalj i löpning 250 meter (på världsrekordtid), hon vann även guldmedalj med stafettlaget (med Dorothy Scouler, Florence Haynes och Rose Thompson) på 4 x 110 yards på världsrekordtid.
2012 upptogs Edwards i Oxford Dictionary of National Biography.